# جيف أندرا
جيف أندرا (بالإنجليزية: Jeff Andra)‏ هو لاعب كرة قاعدة أمريكي، ولد في 9 سبتمبر 1975 في شاوني في الولايات المتحدة.

## وصلات خارجية
- جيف أندرا على موقعبيزبول رفرنس.كوم (الدوري الثانوي) (الإنجليزية)